# 沼田哲
沼田 哲（ぬまた さとし、1942年4月11日 - 2004年6月19日）は、日本の歴史学者。元青山学院大学教授。専門は近世・近代日本の儒学思想史。元田永孚研究の第一人者。
1942年、沼田次郎の長男として熊本県熊本市に生まれる。父の東京大学史料編纂所勤務にともない埼玉県浦和市（現さいたま市）にうつり、埼玉県立浦和高等学校を経て、1966年東京大学文学部国史学科卒業。1969年、同大学大学院人文科学研究科国史学専門課程 修士課程修了。1973年、弘前大学専任講師、1975年同助教授。1978年、青山学院大学文学部助教授。1987年、同教授。
2004年6月19日、現職のまま呼吸器不全のため死去。

## 著書
- 『元田永孚と明治国家 - 明治保守主義と儒教的理想主義』 （吉川弘文館、2005年）

### 編著
- 『元田永孚関係文書』 （山川出版社、1985年）
- 『明治天皇と政治家群像 - 近代国家形成の推進者たち』 （吉川弘文館、2002年）
- 『「東北」の成立と展開 近世・近現代の地域形成と社会』 （岩田書院、2002年）